# Djed i baka se rastaju (1996.)
Djed i baka se rastaju je hrvatski film iz 1996. godine, redatelja Zvonimira Ilijića prema scenariju Mire Gavrana. Film se počeo snimati početkom svibnja 1995. u selu Posavksi Bregi a kasnije i u Gornjim Bogićevcima.
Svjetska premijera filma održala se 8. kolovoza 1996. na 43. Pulskom filmskom festivalu, dok 3. listopada 1997. film je pušten u kinodistibuciju od strane Jadran filma, koji je pogledan 1 437 puta. Televizijska premijera bila je 13. travnja 1998. na Prvom programu HRT-a.

## Radnja
U jednom slavonskom selu žive djed Stipan i baka Karolina koji već godinu dana nisu vidjeli ni sina, ni kćer, ni unučad. Jedne srijede u Zagrebu njihov sin Branimir i njihova kći Emilija saznaju da će im se u ponedjeljak roditelji rastati. Brat i sestra su zaprepašteni tom viješću i polaze sa svojim supružnicima Višnjom i Đurom i svojom djecom nagovoriti svoje roditelje da se pomire.

## Glumačka postava

### Glavni likovi
- Ico Tomljenović kao djed Stipan
- Gita Šerman-Kopljar kao baka Karolina
- Ivo Gregurević kao Branimir
- Ksenija Pajić-Vukov kao Višnja
- Mladena Gavran kao Emilija
- Filip Šovagović kao Ðuro
- Edo Peročević kao Franjo
- Nina Erak-Svrtan kao Ruža
- Damir Šaban kao Marko
- Drago Meštrović kao klošar
- Zvonimir Torjanac kao Josip
- Hana Medvešek kao Lucija
- Juraj Rumiha kao Filip

### Ostali glumci
- Mila Elegović kao Ružica
- Ivan Brezovac kao tamburaš
- Željko Mihanović kao svirač basa
- Vinko Štefanac kao prvi Branimirov pomoćnik
- Samir Vujičić kao drugi branimirov pomoćnik
- Nerma Kreso kao Lili
- Siniša Ružić kao konobar
- Kruno Valentić kao stariji gost u restoranu
- Miro Gavran kao mladi gost u restoranu
- Zvonimir Ilijić kao švercer devizama
- Matilda Sorić kao šminkerica
- Miljenka Androić kao žena na groblju

## Vanjske poveznice
- Djed i baka se rastaju u internetskoj bazi filmova IMDb-a